# Kieran Morgan
Kieran Lloyd Morgan, né le 17 mars 2006 à Gillingham en Angleterre, est un footballeur anglais qui joue au poste de milieu de terrain au Queens Park Rangers FC.

## Biographie
Formé à l’académie de Tottenham Hotspur, qu’il intègre dès l’âge de huit ans, Morgan y développe ses compétences pendant plus d'une décennie. En 2024, il est libéré par le club londonien et rejoint QPR, où il intègre initialement l’équipe des moins de 21 ans.
Il fait ses débuts professionnels le 19 octobre 2024, en entrant en jeu lors d'une défaite 2-1 contre Portsmouth en Championship. Trois jours plus tard, il inscrit son premier but en carrière lors d'un match nul 1-1 face à Coventry City, égalisant pour son équipe avec une reprise de volée,. Ses performances lui valent une place régulière dans l'effectif tout au long de la saison 2024-2025. En janvier 2025, il signe un nouveau contrat de longue durée avec le club.